# Кажибаев, Амангельды Кажибаевич
Амангельды Кажибаевич Кажибаев (каз. Амангелді Қажыбайұлы Қажыбаев; 23 июля 1943, с. Комсомол, Тарбагатайский район, Восточно-Казахстанская область, КазССР — 6 января 2021) — казахстанский государственный и общественный деятель. Почетный гражданин г. Усть-Каменогорска и Тарбагатайского района.

## Биография
Кажибаев Амангельды Кажибаевич родился 23 июля 1943 года в селе Комсомол Тарбагатайского района Семипалатинской (ныне Восточно-Казахстанской) области. По национальности казах.

### Образование
После окончания средней школы №29 г.Усть-Каменогорска в 1962 году поступил в Казахский политехнический институт г.Алматы и окончил в 1967 году факультет автоматики и телемеханики по специальности инженер-электрик. 
В 1985 окончил Алматинскую Высшую партийную школу. 
После учился по заочной форме обучения в Семипалатинском юридическом институте Казахского Гуманитарно-юридического университета по специальности юриспруденция. 
Академик Российской Академии проблем безопасности, обороны и правопорядка, профессор, член-корреспондент международной инженерной Академии и Инженерной Академии Республики Казахстан. 

### Трудовая деятельность
После окончания института в 1967 году начал работу электрослесарем, мастером, начальником отделения эксплуатации цеха КИП и Автоматики Усть-Каменогорского свинцово-цинкового комбината.
В 1975 году был избран секретарем парткома цинкового производства, а в 1977 году председателем профкома Усть-Каменогорского свинцово-цинкового комбината.
В 1979 году был избран вторым секретарем Зыряновского горкома КП Казахстана.
В 1987 году назначен председателем исполкома Зыряновского городского Совета народных депутатов.
С марта по май 1989 года был инспектором Восточно-Казахстанского обкома КП Казахстана.
С 1989 по 1991 год был председателем исполнительного комитета Усть-Каменогорского городского Совета народных депутатов.
В 1991 году был избран вторым секретарем Восточно-Казахстанского обкома КП Казахстана. 
В 1991 году назначен президентом АО "Крамдс-Цветмет".
В 1992 году был назначен заместителем Главы Восточно-Казахстанской областной администрации.
В марте 1994 года был избран депутатом Верховного Совета Республики Казахстан от Восточно-Казахстанской области, председателем Контрольной Палаты Верховного Совета Республики Казахстан.
С 1995 года, после роспуска Верховного Совета Республики Казахстан, назначен председателем Комитета по оборонной промышленности при Кабинете Министров Республики Казахстан, затем в связи с реорганизаций структуры органов государственного управления - заместителем Министра промышленности и торговли Республики Казахстан - председателем Комитета по оборонной промышленности Министерства промышленности и торговли Республики Казахстан.
В марте 1997 года назначен председателем Комитета по оборонной промышленности Министерства обороны Республики Казахстан.
В 1998 году назначен заместителем Министра обороны Республики Казахстан по экономике и финансам Мухтара Алтынбаева.
С ноября 1999 года являлся руководителем офиса президента ОАО "KEGOC" в городе Астане.
С февраля 2001 года по ноябрь 2002 года находился на должности заместителя Акима Восточно-Казахстанской области Виталия Метте.
4 ноября 2002 года был назначен акимом города Семипалатинска Восточно-Казахстанской области.
С 15 января 2004 по январь 2005 - аким города Усть-Каменогорска Восточно-Казахстанской области.
С января 2005 по май 2007 года - директор Департамента мобилизационной подготовки и чрезвычайных ситуаций по ВКО.
С 28 мая 2007 года - председатель Восточно-Казахстанского филиала Союза «Атамекен».

### Общественная деятельность
Депутат Верховного Совета Республики Казахстан XIII созыва (1994—1995) от Восточно-Казахстанской области. Выбран председателем Контрольной Палаты Верховного Совета Республики Казахстан.

### Научные труды
Имеет 4 авторских свидетельства на изобретение и 1 монографию.

### Награды
Награжден орденами «Курмет» и Ю. В. Андропова (Академией проблем безопасности, обороны и правопорядка), в 2003 годом нагрудным знаком Президента РК "Алтын Барыс". 
В честь 20-летия Независимости РК А. Кажибаеву вручена именная медаль «Аким г. Усть-Каменогорска». 
Решением Усть-Каменогорского маслихата 33/8 от 24 мая 2007 года Амангельды Кажибаеву присвоено звание «Почетный гражданин города Усть-Каменогорска».
Почетный гражданин Тарбагатайского района.

## Семья
Жена - Кудабаева Бану 1945 года рождения, по специальности – врач.
Дочь - Кажибаева Асель Амангельдиновна 1982 года рождения - закончила Казахский национальный университет имени Аль-Фараби, затем училась в магистратуре Казахстанского института Менеджмента, Экономики и Прогнозирования (КИМЭП) при Президенте Республики Казахстан. 